# Alexander Schlager
Alexander Schlager (Salisburgo, 1º febbraio 1996) è un calciatore austriaco, portiere del Salisburgo e della nazionale austriaca.

## Carriera

### Club
È cresciuto nelle giovanili del Salisburgo.

### Nazionale
Il 27 agosto 2019 riceve la sua prima convocazione in nazionale maggiore.

## Statistiche

### Presenze e reti nei club
Statistiche aggiornate al 24 maggio 2025.
| Stagione          | Squadra           | Campionato        | Campionato | Campionato | Coppe nazionali | Coppe nazionali | Coppe nazionali | Coppe continentali | Coppe continentali | Coppe continentali | Altre coppe | Altre coppe | Altre coppe | Totale | Totale |
| Stagione          | Squadra           | Comp              | Pres       | Reti       | Comp            | Pres            | Reti            | Comp               | Pres               | Reti               | Comp        | Pres        | Reti        | Pres   | Reti   |
| ----------------- | ----------------- | ----------------- | ---------- | ---------- | --------------- | --------------- | --------------- | ------------------ | ------------------ | ------------------ | ----------- | ----------- | ----------- | ------ | ------ |
| 2012-2013         | Salisburgo        | BL                | 0          | -0         | CA              | -               | -               | UCL                | -                  | -                  | -           | -           | -           | 0      | -0     |
| 2013-2014         | Liefering         | EL                | 0          | -0         | -               | -               | -               | -                  | -                  | -                  | -           | -           | -           | 0      | -0     |
| 2014-2015         | RB Lipsia         | 2L                | 0          | -0         | CG              | -               | -               | -                  | -                  | -                  | -           | -           | -           | 0      | -0     |
| 2015-2016         | Grödig            | BL                | 10         | -21        | CA              | 0               | -0              | -                  | -                  | -                  | -           | -           | -           | 10     | -21    |
| 2016-2017         | Floridsdorfer     | EL                | 23         | -35        | CA              | 1               | -2              | -                  | -                  | -                  | -           | -           | -           | 24     | -37    |
| 2017-2018         | LASK Amateure OÖ  | RL                | 5          | -6         | -               | -               | -               | -                  | -                  | -                  | -           | -           | -           | 5      | -6     |
| 2017-2018         | LASK              | BL                | 1          | -2         | CA              | 0               | -0              | -                  | -                  | -                  | -           | -           | -           | 1      | -2     |
| 2018-2019         | LASK              | BL                | 31         | -31        | CA              | 5               | -1              | UEL                | 4                  | -3                 | -           | -           | -           | 40     | -35    |
| 2019-2020         | LASK              | BL                | 32         | -37        | CA              | 4               | -5              | UCL+UEL            | 4+10               | -5 + -12           | -           | -           | -           | 50     | -59    |
| 2020-2021         | LASK              | BL                | 30         | -37        | CA              | 6               | -6              | UEL                | 8                  | -13                | -           | -           | -           | 44     | -56    |
| 2021-2022         | LASK              | BL                | 32+1       | -42 + -2   | CA              | 4               | -4              | UECL               | 11                 | -10                | -           | -           | -           | 48     | -58    |
| 2022-2023         | LASK              | BL                | 25         | -29        | CA              | 5               | -4              | -                  | -                  | -                  | -           | -           | -           | 30     | -33    |
| Totale LASK       | Totale LASK       | Totale LASK       | 151+1      | -178 + -2  |                 | 24              | -20             |                    | 37                 | -43                |             | -           | -           | 213    | -243   |
| 2023-2024         | Salisburgo        | BL                | 28         | -24        | CA              | 5               | -7              | UCL                | 6                  | -8                 | -           | -           | -           | 39     | -39    |
| 2024-2025         | Salisburgo        | BL                | 21         | -22        | CA              | 2               | -2              | UCL                | 4                  | -13                | Cmc         | -           | -           | 27     | -37    |
| Totale Salisburgo | Totale Salisburgo | Totale Salisburgo | 49         | -46        |                 | 7               | -9              |                    | 10                 | -21                |             | -           | -           | 66     | -76    |
| Totale carriera   | Totale carriera   | Totale carriera   | 239        | -288       |                 | 32              | -31             |                    | 47                 | -64                |             | -           | -           | 318    | -383   |

### Cronologia presenze e reti in nazionale
| Cronologia completa delle presenze e delle reti in nazionale ― Austria | Cronologia completa delle presenze e delle reti in nazionale ― Austria | Cronologia completa delle presenze e delle reti in nazionale ― Austria | Cronologia completa delle presenze e delle reti in nazionale ― Austria | Cronologia completa delle presenze e delle reti in nazionale ― Austria | Cronologia completa delle presenze e delle reti in nazionale ― Austria | Cronologia completa delle presenze e delle reti in nazionale ― Austria | Cronologia completa delle presenze e delle reti in nazionale ― Austria |
| Data                                                                   | Città                                                                  | In casa                                                                | Risultato                                                              | Ospiti                                                                 | Competizione                                                           | Reti                                                                   | Note                                                                   |
| ---------------------------------------------------------------------- | ---------------------------------------------------------------------- | ---------------------------------------------------------------------- | ---------------------------------------------------------------------- | ---------------------------------------------------------------------- | ---------------------------------------------------------------------- | ---------------------------------------------------------------------- | ---------------------------------------------------------------------- |
| 16-11-2019                                                             | Vienna                                                                 | Austria                                                                | 2 – 1                                                                  | Macedonia del Nord                                                     | Qual. Euro 2020                                                        | -1                                                                     |                                                                        |
| 4-9-2020                                                               | Oslo                                                                   | Norvegia                                                               | 1 – 2                                                                  | Austria                                                                | UEFA Nations League 2020-2021 - 1º turno                               | -1                                                                     |                                                                        |
| 7-9-2020                                                               | Vienna                                                                 | Austria                                                                | 2 – 3                                                                  | Romania                                                                | UEFA Nations League 2020-2021 - 1º turno                               | -3                                                                     |                                                                        |
| 25-3-2021                                                              | Glasgow                                                                | Scozia                                                                 | 2 – 2                                                                  | Austria                                                                | Qual. Mondiali 2022                                                    | -2                                                                     |                                                                        |
| 28-3-2021                                                              | Vienna                                                                 | Austria                                                                | 3 – 1                                                                  | Fær Øer                                                                | Qual. Mondiali 2022                                                    | -1                                                                     |                                                                        |
| 31-3-2021                                                              | Vienna                                                                 | Austria                                                                | 0 – 4                                                                  | Danimarca                                                              | Qual. Mondiali 2022                                                    | -4                                                                     |                                                                        |
| 16-11-2022                                                             | Malaga                                                                 | Andorra                                                                | 0 – 1                                                                  | Austria                                                                | Amichevole                                                             | -                                                                      | 46’                                                                    |
| 17-6-2023                                                              | Bruxelles                                                              | Belgio                                                                 | 1 – 1                                                                  | Austria                                                                | Qual. Euro 2024                                                        | -1                                                                     | 90+1’                                                                  |
| 20-6-2023                                                              | Vienna                                                                 | Austria                                                                | 2 – 0                                                                  | Svezia                                                                 | Qual. Euro 2024                                                        | -                                                                      |                                                                        |
| 12-9-2023                                                              | Solna                                                                  | Svezia                                                                 | 1 – 3                                                                  | Austria                                                                | Qual. Euro 2024                                                        | -1                                                                     |                                                                        |
| 13-10-2023                                                             | Vienna                                                                 | Austria                                                                | 2 – 3                                                                  | Belgio                                                                 | Qual. Euro 2024                                                        | -3                                                                     |                                                                        |
| 16-10-2023                                                             | Baku                                                                   | Azerbaigian                                                            | 0 – 1                                                                  | Austria                                                                | Qual. Euro 2024                                                        | -                                                                      |                                                                        |
| 16-11-2023                                                             | Tallinn                                                                | Estonia                                                                | 0 – 2                                                                  | Austria                                                                | Qual. Euro 2024                                                        | -                                                                      |                                                                        |
| 21-11-2023                                                             | Vienna                                                                 | Austria                                                                | 2 – 0                                                                  | Germania                                                               | Amichevole                                                             | -                                                                      |                                                                        |
| 26-3-2024                                                              | Vienna                                                                 | Austria                                                                | 6 – 1                                                                  | Turchia                                                                | Amichevole                                                             | -1                                                                     | 74’                                                                    |
| 10-10-2024                                                             | Linz                                                                   | Austria                                                                | 4 – 0                                                                  | Kazakistan                                                             | UEFA Nations League 2024-2025 - 1º turno                               | -                                                                      |                                                                        |
| 14-11-2024                                                             | Pavlodar                                                               | Kazakistan                                                             | 0 – 2                                                                  | Austria                                                                | UEFA Nations League 2024-2025 - 1º turno                               | -                                                                      |                                                                        |
| 20-3-2025                                                              | Vienna                                                                 | Austria                                                                | 1 – 1                                                                  | Serbia                                                                 | UEFA Nations League 2024-2025 - Play-off                               | -1                                                                     |                                                                        |
| 23-3-2025                                                              | Belgrado                                                               | Serbia                                                                 | 2 – 0                                                                  | Austria                                                                | UEFA Nations League 2024-2025 - Play-off                               | -2                                                                     | 68’                                                                    |
| Totale                                                                 |                                                                        | Presenze                                                               | 19                                                                     |                                                                        | Reti                                                                   | -21                                                                    |                                                                        |